# Llorando se fue
Llorando se fue è una canzone del gruppo musicale boliviano Los Kjarkas, contenuta nell’album Canto a la mujer de mi pueblo, registrata nel 1981 e pubblicata nel 1982 come lato B del singolo Wa ya yay.
Godette di grande popolarità in America Latina e venne ripresa in numerose cover nei seguenti decenni, divenendo celebre in tutto il mondo quando fu plagiata dal gruppo franco-brasiliano Kaoma nel brano Lambada.

## Il brano
Il testo e la musica della canzone, il cui titolo in italiano significa "Piangendo se ne andò", furono scritti da due fratelli dei Los Kjarkas, Gonzalo ed Ulysses Hermoza. Essi erano esperti di musica andina e proprio su una breve e malinconica melodia tipica di quei luoghi basarono la loro composizione. Llorando se fue fu però interpretata in stile saya, un ritmo di origini miste afro-boliviane, con grancassa, chitarra, charango e flauto di Pan, cui venne affidata la melodia principale.
In Bolivia Llorando se fue fu la canzone numero 1 per ben due anni. Diventò popolare anche in altri Paesi del Sudamerica, come Brasile, Perù, Argentina e Cile.

## Cover
Già negli anni immediatamente seguenti comparirono nuove versioni del brano eseguite sia da gruppi boliviani, sia da complessi di Paesi vicini. Il Cuarteto Continental, peruviano, nel 1984 lo reinterpretò in stile cumbia, sostituendo la fisarmonica al flauto di Pan. Nello stesso anno lo incise anche il Sexteto Internacional, variandolo in alcuni strumenti e nella base, alla quale si sarebbero ispirati i Kaoma per il loro successo.
Márcia Ferreira, cantautrice brasiliana, inserì una cover della canzone nel suo terzo album, disco di platino: trasformò l’originale dei Los Kjarkas in Chorando se Foi, con testo in portoghese ed un ritmo adatto al ballo della lambada.
Tre anni più tardi fu la volta dei Kaoma, che con Lambada, tormentone estivo cover di Chorando se Foi, scalarono le classifiche di tutto il mondo. A differenza delle numerose versioni precedenti, tuttavia, questa non aveva avuto l’autorizzazione dei Los Kjarkas, i quali vinsero il processo per accusa di plagio.
Anche nei decenni successivi furono prodotte altre cover di successo, tra le quali Pam Pam (2006) di Wisin & Yandel, Give Me Some More (2009) di Bob Sinclar e, nel 2011, Taboo di Don Omar e On the Floor di Jennifer Lopez. Lo stesso gruppo Los Kjarkas ha ripubblicato più volte Llorando se fue: ad esempio, al 1990 risale una versione bilingue in spagnolo e giapponese.